# Dicranomyia (Dicranomyia) panthera
Dicranomyia (Dicranomyia) panthera is een tweevleugelige uit de familie steltmuggen (Limoniidae). De soort komt voor in het Australaziatisch gebied.